# Passy-Grigny
Passy-Grigny is een gemeente in het Franse departement Marne (regio Grand Est) en telt 385 inwoners (2004). De plaats maakt deel uit van het arrondissement Epernay.

## Geografie
De oppervlakte van Passy-Grigny bedraagt 12,0 km², de bevolkingsdichtheid is 32,1 inwoners per km².
De onderstaande kaart toont de ligging van Passy-Grigny met de belangrijkste infrastructuur en aangrenzende gemeenten.

## Demografie
Onderstaande figuur toont het verloop van het inwonertal (bron: INSEE-tellingen).